# زمین‌لرزه ۲۰۰۷ شبه‌جزیره ایبریا
زمین‌لرزه شبه‌جزیره ایبریا  در تاریخ ۱۲ فوریه ۲۰۰۷ میلادی، برابر با ‎۲۳ بهمن ۱۳۸۵، ساعت ۱۰:۳۵:۲۲ به زمان یوتی‌سی در شبه‌جزیره ایبریا رخ داد. ژرفای این زلزله ۲۰ کیلومتر بود، و بزرگی آن ۶ در مقیاس Mw اعلام شده‌است. زمین‌لرزه به وقت محلی در روز دوشنبه، ساعت ۱۰ روی داده و منطقه زمانی آن یوتی‌سی +۰ بوده‌است (با لحاظ تغییر ساعت تابستانی).
سازمان زمین‌شناسی آمریکا نیز رومرکز این زمین‌لرزه را در مختصات ۳۵°۴۸′۱۴″شمالی ۱۰°۱۸′۴۳″غربی / ۳۵٫۸۰۴°شمالی ۱۰٫۳۱۲°غربی و ژرفای آنرا در ۲۰ کیلومتر گزارش کرده‌است. بزرگی برگزیدهٔ این سازمان از میان بزرگیهای محاسبه‌شدهٔ مختلف ۶ در مقیاس Mw بوده و از دید اثر، در میان چهار دسته‌بندی «نامحسوس»، «محسوس»، «زیان‌آور» یا «با تلفات»، زلزله را «محسوس» اعلام کرده‌است.
پروژهٔ «تنسور گشتاور مرکزوار» زاویه‌های (راستا، شیب، ریک) گسل سازندهٔ زمین‌لرزه و صفحه عمود بر آنرا (°۱۲۵، °۴۹، °۱۴۶) یا (°۲۳۸، °۶۵، °۴۶) و نوع گسل را «معکوس» فرارسانده‌است.